# Judarnas historia i Frankrike
Judarnas historia i Frankrike är minst 2000 år gammal. Under tidig medeltid var Frankrike ett centrum för judisk bildning och utbildning, men med tiden ökade förföljelserna och brotten mot judarna. År 1791, under franska revolutionen, fick judarna formellt medborgerliga rättigheter, men trots detta fanns antisemitismen kvar. Bland annat visade den så kallade Dreyfusaffären runt sekelskiftet 1900 att det i Frankrike fanns en ingrodd antisemitism inom armén. Idag har Frankrike den största judiska befolkningen i Europa följd av England. Frankrike är också det land i världen som har den tredje största judiska befolkningen, efter Israel och USA. 